# Wilfried Dietrich
Wilfried Dietrich (Schifferstadt, República de Weimar 1933 - Durbanville, Sud-àfrica 1992) fou un lluitador alemany, guanyador de cinc medalles olímpiques.

## Biografia
Va néixer el 14 d'octubre de 1933 a la ciutat de Schifferstadt, població situada a l'estat de Renània-Palatinat, que en aquells moments formava part de la República de Weimar i que avui en dia forma part d'Alemanya.
Va morir el 3 de juny de 1992 a la ciutat de Durbanville, població situada a Sud-àfrica.

## Carrera esportiva
Va participar, als 23 anys, en els Jocs Olímpics d'Estiu de 1956 realitzats a Melbourne (Austràlia), on aconseguí guanyar la medalla de plata en la prova de pes pesant en la modalitat de lluita grecoromana. En els Jocs Olímpics d'Estiu de 1960 realitzats a Roma (Itàlia) aconseguí revalidar la medalla de plata en la prova de pes pesant en la modalitat de lluita grecoromana a més de guanyar la medalla d'or en la modalitat de lluita lliure també en el pes pesant. En els Jocs Olímpics d'Estiu de 1964 realitzats a Tòquio (Japó) aconseguí guanyar la medalla de bronze en la prova de pes pesant de la lluita grecoromana, la tercera medalla consecutiva en aquesta prova. En aquests mateixos Jocs fou eliminat en la fase final del pes pesant de la modalitat de lluita lliure. En els Jocs Olímpics d'Estiu de 1968 celebrats a Ciutat de Mèxic (Mèxic), en representació d'Alemanya Occidental (RFA), únicament participà en la prova de pes pesant de lluita lluire, on aconseguí guanyar una nova medalla de bronze. En els Jocs Olímpics d'Estiu de 1972 realitzats a Múnic (Alemanya Occidental) passà al pes superpesant i aconseguí finalitzar cinquè en la modalitat de lluita lliure, aconseguint així un diploma olímpic, i fou eliminat en les rondes finals de la lluita grecoromana.
Al llarg de la seva carrera guanyà cinc medalles en el Campionat del Món de lluita, entre elles una d'or, així com una medalle en el Campionat d'Europa.
El 2008 va ser inclòs al Saló de la Fama dels Esports d'Alemanya i el 2014 al Saló de la Fama de la Lluita Lliure Internacional.